# Sono venuto così
Sono venuto così (Így jöttem) è un film del 1965 diretto da Miklós Jancsó.